# Vuelta a España 2022
Die Vuelta a España 2022 war die 77. Austragung der Rundfahrt durch Spanien und fand vom 19. August bis zum 11. September 2022 im Rahmen von 21 Etappen statt. Die Grand Tour war Teil der UCI WorldTour 2022 und führte über etwa 3280 Kilometer. Das Etappenrennen wurde im niederländischen Utrecht gestartet und ging in der spanischen Hauptstadt Madrid zu Ende.
Gesamtsieger wurde der erst 22-jährige Belgier Remco Evenepoel, der für das Quick-Step Alpha Vinyl Team an den Start ging. Neben zwei Etappensiegen sicherte er sich zudem auch die Nachwuchswertung. Remco Evenepoel übernahm das Rote Trikot des Gesamtführenden auf der 6. Etappe und verteidigte dieses bis zum Ende der Rundfahrt. Platz zwei ging an den Spanier Enric Mas (Movistar Team), der einen Rückstand von zwei Minuten und zwei Sekunden aufwies. Mit dem erst 19-jährigen Juan Ayuso (UAE Team Emirates) fuhr ein weiterer Spanier auf das Podest. Sein Rückstand auf Remco Evenepoel betrug vier Minuten und 57 Sekunden.
Die Punktewertung ging an den Dänen Mads Pedersen (Trek-Segafredo), der sich souverän mit 409 Punkten durchsetzte und doppelt so viele Punkte sammelte wie sein erster Verfolger. In der Bergwertung setzte sich der Equadorianer Richard Carapaz (Ineos Grenadiers) durch, der jedoch vom Ausscheiden des Australiers Jay Vine profitierte. Dieser war auf der 17. Etappe zu Sturz gekommen und musste die Rundfahrt mit einem großen Vorsprung in der Sonderwertung beenden. Sowohl Mads Pedersen als auch Richard Carapaz waren mit drei Etappensiegen die erfolgreichsten Fahrer der 77. Austragung. Die Auszeichnung des kämpferischsten Fahrers erhielt Marc Soler, dessen Mannschaft UAE Team Emirates die Mannschaftswertung gewann.

## Teilnehmer

### Teams und Fahrer
Über ein automatisches Startrecht und eine Startpflicht verfügten gemäß den Statuten der UCI die 18 WorldTeams. Dazu lud der Veranstalter drei spanische ProTeams zur Teilnahme an der Spanien-Rundfahrt ein. Zudem qualifizierten sich automatisch die beiden besten UCI ProTeams des Vorjahres: Alpecin-Deceuninck (unter dem damaligen Teamnamen Alpecin-Fenix) und Arkéa-Samsic. Insgesamt sind 183 Fahrer aus 23 Radsportteams an den Start gegangen.
| WorldTeams (18)- AG2R Citroën Team - Astana Qazaqstan Team - Bahrain Victorious - Bora-Hansgrohe - Cofidis - EF Education-EasyPost - Groupama-FDJ - Ineos Grenadiers - Intermarché-Wanty-Gobert Matériaux - Israel-Premier Tech - Jumbo-Visma - Lotto-Soudal - Movistar Team - Quick-Step Alpha Vinyl - BikeExchange-Jayco - Team DSM - Trek-Segafredo - UAE Team Emirates ProTeams (5)- Alpecin-Deceuninck - Arkéa-Samsic - Burgos-BH - Equipo Kern Pharma - Euskaltel-Euskadi |
| |

Die Aufstellungen der Teams wurden am 18. August im Zentrum von Utrecht präsentiert. Mit Ausnahme der Mannschaft Arkéa-Samsic entsendete jede Mannschaft acht Fahrer zur Spanien-Rundfahrt:

### Favoriten
Als Top Favorit auf den Gesamtsieg galt der Slowene Primož Roglič (Jumbo-Visma), der die letzten drei Austragungen der Vuelta a España für sich entscheiden konnte und im Jahr 2022 mit Roberto Heras gleichziehen konnte, der als bisher einziger Fahrer die Spanien-Rundfahrt 4-Mal gewinnen konnte. Nachdem er die Tour de France verletzungsbedingt vorzeitig hatte beenden müssen, kehrte Primož Roglič bei der Vuelta a España ins Renngeschehen zurück. Anders als bei der Tour de France war die Mannschaft um den Slowenen aufgebaut, wobei er auf bekannte Fahrer wie Sepp Kuss und Rohan Dennis bauen konnte. Sein Teamkollege Jonas Vingegaard, der die Tour de France 2022 gewann, stand nicht im Aufgebot der Jumbo-Visma-Mannschaft. Herausforderer gab es bei der 77. Austragung der Spanien-Rundfahrt gleich mehrere. Mit Jai Hindley (Bora-Hansgrohe) stand der einzige Sieger einer Grand Tour des Jahres 2022 am Start. Der Australier hatte im Frühjahr überraschend den Giro d’Italia gewonnen und nahm nun eine weitere dreiwöchige Rundfahrt in Angriff. In der Vorbereitung auf die Vuelta a España bestritt er die Burgos-Rundfahrt, die er auf dem 7. Gesamtplatz beendete. Unterstützung bekam Jai Hindley von Wilco Kelderman und Sergio Higuita, die ebenfalls eine Rolle in der Gesamtwertung spielen konnten. Der Gesamtzweite des Giro d’Italia 2022, Richard Carapaz (Ineos Grenadiers), startete ebenfalls bei der Spanien-Rundfahrt. Im Jahr 2019 belegte der Ecuadorianer hinter Primož Roglič Platz zwei und musste sich nur mit wenigen Sekunden Rückstand geschlagen geben. Seit dem Giro d’Italia bestritt Richard Carapaz nur die flachere Polen-Rundfahrt, bei der er jedoch keine Top Platzierung belegte. Ob er die alleinige Kapitänsrolle innehaben würde, war noch unklar, da mit Pavel Sivakov, der Sieger der Burgos-Rundfahrt 2022 in seiner Mannschaft startet. Weiters sendeten die Ineos Grenadiers mit Tao Geoghegan Hart und Carlos Rodríguez zwei weitere Gesamtklassement-Fahrer zu der Rundfahrt. Mit Simon Yates (BikeExchange-Jayco) und João Almeida (UAE Team Emirates) starteten zudem zwei Fahrer, die nach einem enttäuschenden Giro d’Italia nun einen zweiten Anlauf nahmen. Simon Yates gewann im Vorfeld der Spanien-Rundfahrt ein Eintagesrennen in Spanien sowie die Vuelta a Castilla y León. João Almeida belegte Platz zwei bei der Burgos-Rundfahrt und gewann die einzige Bergankunft. Mit Remco Evenepoel startete einer der stärksten aktuellen Fahrer. Bei der 3 Wochen vor der Vuelta stattfindenden Clásica San Sebastián konnte er die starke Konkurrenz deutlich distanzieren. Trotz vieler gewonnener kleiner Rundfahrten, fehlte dem Sieger von Lüttich-Bastogne-Lüttich 2022 bislang jedoch ein Top-Ergebnis bei einer Grand Tour. Bei seinem bislang einzigen Start in einer Grand Tour, beim Giro d’Italia 2021, musste er nach einem Sturz vorzeitig aussteigen.
Die Hoffnungen der Spanier lag vor allem bei dem Dritten des Giro d’Italia 2022, Mikel Landa (Bahrain Victorious), und Enric Mas (Movistar), der bei der Vuelta a España 2021 den zweiten Platz belegt hatte. Dazu kam Alejandro Valverde (Movistar), der im Alter von 42 Jahren seine 32. und letzte Grand Tour in seiner Heimat bestritt. Aufstrebende spanische Talente waren der bereits erwähnte Carlos Rodríguez und Juan Ayuso (UAE Team Emirates). Zudem starteten der kolumbianische Bergspezialist Miguel Ángel López (Astana Qazaqstan), Gino Mäder (Bahrain Victorious), Louis Meintjes, Jan Hirt, Domenico Pozzovivo (alle Intermarché-Wanty-Gobert Matériaux), Ben O’Connor (AG2R Citroën), Thymen Arensman (DSM), Hugh Carthy, Rigoberto Urán und Esteban Chaves (alle EF Education-EasyPost).

### Sprinter
Wie bereits in den vergangenen Jahren war das Feld der Sprinter bei der 77. Austragung der Spanien-Rundfahrt erneut überschaubar. Mit Sam Bennett (Bora-hansgrohe), Tim Merlier (Deceuninck-Alpecin), Mads Pedersen (Trek-Segafredo), Pascal Ackermann (UAE Team Emirates) und Bryan Coquard (Cofidis), starten nur wenige ausgewiesene Top-Sprinter. Dazu kamen Mike Teunissen (Jumbo-Visma), John Degenkolb (DSM), Kaden Groves (BikeExchange-Jayco), Gerben Thijssen (Intermarché-Wanty-Gobert Matériaux), Daniel McLay (Arkéa-Samsic) und Andrea Vendrame (AG2R Citroën), die auf einer der Flachetappen ebenfalls Chancen auf einen Etappensieg hatten. Besonders im hügeligeren Terrain war auch mit dem endschnellen Ethan Hayter (Ineos Grenadiers) zu rechen.

### Bergfahrer
Die Bergwertung sicherte sich in den vorherigen Jahren meist ein Fahrer, der in der Gesamtwertung keine Rolle spielte. Zuletzt gelang es David Moncoutié im Jahr 2008 im Bergtrikot in die Top 10 der Gesamtwertung vorzustoßen. Welche Fahrer im Jahr 2022 um die Bergwertung kämpfen würden, ließ sich im Vorfeld der Rundfahrt nicht sagen. Es war jedoch damit zu rechnen, dass primär spanische Fahrer und Fahrer aus spanischen Teams Interesse an dem Trikot bekunden würden. Der Titelverteidiger Michael Storer (Groupama-FDJ) stand bei der 77. Austragung nicht am Start.

### Zeitfahren und weitere Interessante Fahrer
Im Einzelzeitfahren galten Remco Evenepoel, der Olympiasieger Primož Roglič, Rohan Dennis, Edoardo Affini (beide Jumbo-Visma), Ethan Hayter und Brandon McNulty (UAE Team Emirates) zu den Favoriten. Im Mannschaftszeitfahren konnten sich die Teams Jumbo-Visma, Quick-Step Alpha Vinyl und die Ineos Grenadiers Chancen auf einen Sieg ausrechnen. Weitere interessante Fahrer waren der Vuelta a España Sieger des Jahres 2017, Chris Froome und sein Teamkollege Michael Woods (Israel-Premier Tech), wobei bei beiden Fahrern nicht klar war, ob sie die Gesamtwertung oder Etappensiege als Ziel hatten. Dasselbe galt für Thibaut Pinot, der im Aufgebot der Groupama-FDJ-Mannschaft stand. Mit Vincenzo Nibali (Astana Qazaqstan) stand ein weiterer ehemaliger Sieger der Spanien-Rundfahrt am Start. Der Italiener bestritt seine letzte Grand Tour, ehe er am Ende der Saison seine Karriere beendete. Mit Alexei Luzenko, hatte seine Mannschaft jedoch einen weiteren möglichen Kandidaten für das Gesamtklassement, falls Miguel Ángel López nicht in der Lage im Kampf, um das Rote Trikot mitzumischen. Ein weiterer prominenter Fahrer war Dylan Van Baarle (Ineos Grenadiers) der in diesem Jahr Paris–Roubaix für sich entscheiden konnte. Neben den oben bereits erwähnten Spaniern Carlos Rodríguez und Juan Ayuso, gaben mit Lucas Plapp (Ineos Grenadiers) und Marco Brenner (DSM) zwei weitere aufstrebende Talente ihre Grand Tour Debüt.

## Strecke
Insgesamt mussten die Fahrer im Rahmen der 77. Austragung der Spanien-Rundfahrt 3280,5 Kilometer in 21 Etappen zurücklegen. Die Organisation unterteilte die einzelnen Abschnitte in Flachetappen (6×), Flachetappen, die in der Höhe enden (2×), hüglige Etappen (4×), Bergetappen (7×) sowie Einzelzeitfahren (1×) und Mannschaftszeitfahren (1×). Von den 21 Etappen endeten acht am Ende einer kategorisierten Steigung, von denen sieben eine Seehöhe von 1000 Metern überschritten. 2022 wurden aufgrund des Auslandstarts in den Niederlanden drei Ruhetage abgehalten.

### Auslandsstart in den Niederlanden
Ursprünglich hätte der Start der Vuelta a España bereits im Jahr 2020 in Utrecht stattfinden sollen. Aufgrund der COVID-19-Pandemie, mussten die Etappen im Ausland jedoch verworfen werden und die Spanien-Rundfahrt führte nur über achtzehn Etappen. 2022 griff die Organisation die Etappenpläne erneut auf und führte diese nun mit zwei Jahren Verspätung zum Beginn der Rundfahrt durch. Die erste Etappe wurde wie zuletzt 2019 als Mannschaftszeitfahren ausgetragen, das über einen 23,3 Kilometer langen Rundkurs durch die Stadt Utrecht führte. Die zweite und dritte Etappe verliefen auf flachem Terrain und beinhalten die Städte ’s-Hertogenbosch und Breda. Auf der dritten Etappe wurde auch die belgische Enklave Baarle-Hertog durchfahren, womit die Vuelta a España 2022 durch insgesamt drei Länder führte.

### Erste Woche: Erste Bergankünfte an der Nordküste
Nach dem ersten Ruhetag, auf dem der Transfer ins Heimatland der Rundfahrt ansteht, wurde das Rennen im Baskenland fortgesetzt. Die Etappen vier und fünf, führten über hügliges Terrain durch das Umland der Städte Vitoria-Gasteiz und Bilbao. Bereits am sechsten Tagesabschnitt stand die erste Bergankunft auf dem Programm, die Nahe der Pico Jano auf einer Höhe von 1134 Metern endete. Anschließend ging es ins spanische Hochland (Iberische Meseta), ehe die erste Woche mit zwei Bergankünften auf dem Colláu Fancuaya (1088 m) und in Les Praeres (750 m) zu Ende ging.

### Zweite Woche: Einzelzeitfahren und das „Dach der Rundfahrt“ in Andalusien
In der zweiten Woche wurde die Rundfahrt auf der 10. Etappe mit einem Einzelzeitfahren über 31,1 Kilometer fortgesetzt, das von Elche nach Alicante führte. Auf der anschließenden 11. Etappe erhielten erneut die Sprinter auf dem Weg nach Cabo de Gata eine Möglichkeit auf einen Etappensieg. Tags drauf fand in Peñas Blancas (1270 m) nahe Estepona eine weitere Bergankunft statt, ehe es auf größtenteils flachem Terrain von Ronda nach Montilla ging. Die letzten beiden Etappen der zweiten Woche endeten jeweils mit Bergankünften. Zunächst führte die 14. Etappe in der Sierra de la Pandera (1820 m), ehe die 15. Etappe in die Sierra Nevada führte. Hier befand sich das Ziel auf der Alto Hoya de La Mora in 2512 Metern Seehöhe. Der rund 20 Kilometer lange Schlussanstieg wies eine durchschnittliche Steigung von knapp 8 % auf und war im Jahr 2022 die höchste Bergankunft einer Grand Tour. Pläne das Ziel auf einer Höhe von 2805 Metern zu platzieren mussten nach Verhandlungen mit der regionalen Regierung verworfen werden. Die Zielankunft im Schatten der Pico del Veleta hätte nicht nur den Passo dello Stelvio (2758 m) als höchste Zielankunft einer Grand Tour, sondern auch die Cime de la Bonette (2802 m) als höchsten Punkt einer Grand Tour abgelöst.

### Dritte Woche: Letzte Anstiege auf dem Weg nach Madrid
Die dritte Woche startete in der südlichen Region Andalusien, ehe es auf flachen und hügligen Strecken in Richtung Norden ging. Nach einem möglichen Massensprint auf der 16. Etappe in Tomares, folgte eine kleine Bergankunft beim Monasterio de Tentudía (1100 m). Tags drauf erfolgte die letzte Bergankunft auf der 18. Etappe in Pinoral (1166 m), die jedoch auf ihrer Länge von 13,5 Kilometer nur einen Steigungsschnitt von 5 % aufwies. Die 19. Etappe wurde auf einem Rundkurs mit Start und Ziel in Talavera de la Reina ausgetragen, wobei mit dem Puerto del Piélago (1227 m) ein Anstieg der 2. Kategorie zweimal überquert werden musste. Die letzte Chance sich im Gesamtklassement zu verbessern, bot die 20. Etappe, auf der fünf Anstiege über 1000 Meter absolviert wurden. Im Umland von Madrid ging die Etappe auf dem Puerto de Navacerrada (1856 m) zu Ende, wobei die letzten 6,7 Kilometer nach der Auffahrt des Puerto de Cotos (1832 m) flach zum Ziel führten. Die Etappe erinnerte in ihrer Streckenführung an das Jahr 2015, als Fabio Aru auf denselben Anstiegen am vorletzten Tag des Etappenrennens Tom Dumoulin das Rote Trikot und somit die Gesamtführung abnahm. Die 21. und letzte Etappe fand 2022 wieder auf dem traditionellen Rundkurs in Madrid statt, nachdem die Vuelta a España 2021 mit einem Einzelzeitfahren in Santiago de Compostela zu Ende gegangen war.
| Etappe     | Datum    | Etappenorte                                                       | type                 | Länge (km) | Höhenmeter (m) | Etappensieger    | Gesamtführender |
| ---------- | -------- | ----------------------------------------------------------------- | -------------------- | ---------- | -------------- | ---------------- | --------------- |
| 1. Etappe  | 19. Aug. | Utrecht – Utrecht                                                 | Teamzeitfahren       | 23,3       | 47 m           | Jumbo-Visma      | Robert Gesink   |
| 2. Etappe  | 20. Aug. | Herzogenbusch – Utrecht                                           | Flachetappe          | 175,1      | 498 m          | Sam Bennett      | Mike Teunissen  |
| 3. Etappe  | 21. Aug. | Breda – Breda                                                     | Flachetappe          | 193,5      | 237 m          | Sam Bennett      | Edoardo Affini  |
|            | 22. Aug. | 1. Ruhetag und Transfer nach Vitoria-Gasteiz                      | Ruhetag              |            |                |                  |                 |
| 4. Etappe  | 23. Aug. | Vitoria-Gasteiz – Laguardia                                       | Mittelschwere Etappe | 153,5      | 2.306 m        | Primož Roglič    | Primož Roglič   |
| 5. Etappe  | 24. Aug. | Irun – Bilbao                                                     | Mittelschwere Etappe | 187,2      | 2.985 m        | Marc Soler       | Rudy Molard     |
| 6. Etappe  | 25. Aug. | Bilbao – Pico Jano                                                | Hochgebirgsetappe    | 181,2      | 4.076 m        | Jay Vine         | Remco Evenepoel |
| 7. Etappe  | 26. Aug. | Camargo – Cistierna                                               | Mittelschwere Etappe | 190        | 3.178 m        | Jesús Herrada    | Remco Evenepoel |
| 8. Etappe  | 27. Aug. | La Pola Llaviana – Yernes y Tameza                                | Hochgebirgsetappe    | 153,4      | 3.743 m        | Jay Vine         | Remco Evenepoel |
| 9. Etappe  | 28. Aug. | Villaviciosa – Les Praeres                                        | Hochgebirgsetappe    | 171,4      | 3.698 m        | Louis Meintjes   | Remco Evenepoel |
|            | 29. Aug. | 2. Ruhetag in Elche                                               | Ruhetag              |            |                |                  |                 |
| 10. Etappe | 30. Aug. | Elche – Alicante                                                  | Einzelzeitfahren     | 30,9       | 177 m          | Remco Evenepoel  | Remco Evenepoel |
| 11. Etappe | 31. Aug. | ElPozo – Cabo de Gata                                             | Flachetappe          | 191,2      | 1.601 m        | Kaden Groves     | Remco Evenepoel |
| 12. Etappe | 1. Sep.  | Salobreña – Peñas Blancas                                         | Hochgebirgsetappe    | 192,7      | 3.262 m        | Richard Carapaz  | Remco Evenepoel |
| 13. Etappe | 2. Sep.  | Ronda – Montilla                                                  | Flachetappe          | 168,4      | 1.703 m        | Mads Pedersen    | Remco Evenepoel |
| 14. Etappe | 3. Sep.  | Montoro – Sierra de la Pandera                                    | Hochgebirgsetappe    | 160,3      | 3.337 m        | Richard Carapaz  | Remco Evenepoel |
| 15. Etappe | 4. Sep.  | Martos – Sierra Nevada                                            | Hochgebirgsetappe    | 149,6      | 4.052 m        | Thymen Arensman  | Remco Evenepoel |
|            | 5. Sep.  | 3. Ruhetag in Sanlúcar de Barrameda                               | Ruhetag              |            |                |                  |                 |
| 16. Etappe | 6. Sep.  | Sanlúcar de Barrameda – Tomares                                   | Flachetappe          | 189,4      | 1.002 m        | Mads Pedersen    | Remco Evenepoel |
| 17. Etappe | 7. Sep.  | Aracena – Monastery of Nuestra Señora de Tentudía, Calera de León | Mittelschwere Etappe | 162,3      | 2.737 m        | Rigoberto Urán   | Remco Evenepoel |
| 18. Etappe | 8. Sep.  | Trujillo – Piornal                                                | Hochgebirgsetappe    | 192        | 3.625 m        | Remco Evenepoel  | Remco Evenepoel |
| 19. Etappe | 9. Sep.  | Talavera de la Reina – Talavera de la Reina                       | Mittelschwere Etappe | 138,3      | 2.278 m        | Mads Pedersen    | Remco Evenepoel |
| 20. Etappe | 10. Sep. | Moralzarzal – Puerto de Navacerrada                               | Hochgebirgsetappe    | 181        | 3.983 m        | Richard Carapaz  | Remco Evenepoel |
| 21. Etappe | 11. Sep. | Las Rozas de Madrid – Madrid                                      | Flachetappe          | 96,7       | 871 m          | Sebastián Molano | Remco Evenepoel |

## Rennverlauf

### Erste Woche
Den Auftakt der Vuelta a España sicherte sich das Team Jumbo-Visma, das das Mannschaftszeitfahren in der Stadt Utrecht vor den Ineos Grenadiers (+13 Sekunden) und dem Quick-Step Alpha Vinyl Team (+14 Sekunden) gewann. Dahinter belegte das Team BikeExchange-Jayco Platz vier, wobei sie mit über einer halben Minute bereits einen größeren Rückstand aufwiesen. Träger des Roten Trikots nach der 1. Etappe war der Niederländer Robert Gesink (Jumbo-Visma), der seine Mannschaft über die Ziellinie führte. Die 2. Etappe endete in einem Massensprint den der Ire Sam Bennett (Bora-hansgrohe) vor Mads Pedersen (Trek-Segafredo) und Tim Merlier (Alpecin-Deceuninck) gewann. Mike Teunissen (Jumbo-Visma) übernahm die Gesamtführung von seinem Teamkollegen Robert Gesink, da er im Schnitt die besseren Platzierungen bei den Zielankünften hatte. Während Sam Bennett durch seinen Etappensieg die Führung in der Punktewertung übernahm, sicherte sich Julius van den Berg (EF Education-EasyPost) als erster Fahrer das Bergtrikot. Die 3. Etappe endete ebenfalls in einem Massensprint, in dem Sam Bennett erneut als Sieger hervorging. Im Team Jumbo-Visma wechselte der Träger des Roten Trikots erneut. Nach Robert Gesink und Mike Teunissen schlüpfte nun auch der Italiener Edoardo Affini in das Leader-Trikot.
Nach dem ersten Ruhetag wurde die 4. Etappe in Spanien ausgetragen. Den Etappensieg sicherte sich Primož Roglič (Jumbo-Visma), der zugleich auch das Rote Trikot übernahm. Hinter dem Slowenen belegten Mads Pedersen und Enric Mas (Movistar) die weiteren Plätze im Bergauf-Sprint. Da im Finale Lücken im Hauptfeld aufgingen verloren etliche Gesamtklassement-Fahrer wie Simon Yates (BikeExchange-Jayco), Richard Carapaz (Ineos Grenadiers) und João Almeida (UAE Team Emirates) sieben Sekunden auf den Etappensieger. Auf der 5. Etappe setzte sich erstmals im Rahmen der 77. Austragung Ausreißergruppe durch. Der Etappensieg ging an Marc Soler (UAE Team Emirates), der erst später zu der Fluchtgruppe des Tages dazugestoßen war. Der Spanier griff im letzten Anstieg, der Alto de Vivero (407 m), an und rettete sich mit wenigen Metern Vorsprung ins Ziel in Bilbao. Dahinter sicherten sich Daryl Impey (Israel-Premier Tech) und Fred Wright (Bahrain Victorious) die weiteren Plätze, während der viertplatzierte Rudy Molard (Groupama-FDJ) die Gesamtführung von Primoz Roglic übernahm, der das Ziel im Hauptfeld mit rund fünf Minuten Rückstand erreichte. Mit der 6. Etappe stand die erste Bergankunft der Vuelta a España 2022 auf dem Programm. Bereits vor dem Schlussanstieg musste der Träger des Roten Trikots, Rudy Molard, die Hauptgruppe bei starkem Regen ziehen lassen und verlor in weiterer Folge die Gesamtführung. Im Anstieg attackierte zunächst Jay Vine (Alpecin-Deceuninck), der die verbliebenen Ausreißer einholte und die Etappe gewann. Während die Gruppe der Gesamtklassement-Fahrer immer kleiner wurde, griff Remco Evenepoel (Quick-Step Alpha Vinyl) rund 9 Kilometer vor dem Ziel an. Schlussendlich konnte nur Enric Mas (Movistar) dem Belgier folgen, der das Rote Trikot übernahm. Hinter dem vierten Juan Ayuso (UAE Team Emirates), der allein im Ziel ankam, erreichte Primož Roglič das Ziel als Fünfter in einer elf Fahrer umfassenden Gruppe, die einen Rückstand von fast eineinhalb Minuten auf den Remco Evenepoel und Enric Mas aufwies. In der Gesamtwertung betrug der Vorsprung von Remco Evenepoel nun 21 Sekunden auf Rudy Molard und 28 Sekunden auf Enric Mas. Primož Roglič hatte als Gesamtvierter bereits einen Rückstand von einer Minute und einer Sekunde. Auf der Nachfolgenden 7. Etappe setzte sich Jesús Herrada (Cofidis) im Sprint der Ausreißergruppe vor Samuele Battistella (Astana Qazaqstan) und Fred Wright durch. In der Gesamtwertung kam es zu keinen nennenswerten Veränderungen. Die zweite Bergankunft der 8. Etappe ging erneut an Jay Vine, der sich diesmal in der Fluchtgruppe durchsetzte und das Bergtrikot übernahm. Mit knapp eineinhalb Minuten Rückstand überquerte der gesamtführende Remco Evenepoel gemeinsam mit Enric Mas und Primož Roglič die Ziellinie. Richard Carapaz verlor knapp vier Minuten auf den Träger des Roten Trikots und rutschte somit im Gesamtklassement weiter ab, nachdem er bereits bei der ersten Bergankunft Zeit verloren hatte. Am folgenden Tag fand im Rahmen der 9. Etappe eine weitere Bergankunft statt. Mit Louis Meintjes (Intermarché-Wanty-Gobert Matériaux) setzte sich erneut ein Ausreißer durch. Remco Evenepoel holte weitere Zeit auf seine Verfolger in der Gesamtwertung heraus und ging nun mit einem Vorsprung von 1 Minute und zwölf Sekunden auf Enric Mas in den Ruhetag. Gesamtdritter war der Titelverteidiger Primož Roglič mit einem Rückstand von einer Minute und 53 Sekunden.

### Zweite Woche
Zu Beginn der zweiten Woche fand auf der 10. Etappe das einzige Einzelzeitfahren der Rundfahrt statt. In diesem setzte sich der Träger des Roten Trikots, Remco Evenepoel klar vor Primož Roglič durch, der weitere 48 Sekunden auf den Belgier verlor. Der Slowene ging jedoch in der Gesamtwertung an Enric Mas vorbei und lag nun zwei Minuten und 41 Sekunden hinter Remco Evenepoel. Enric Mas beendete die Etappe als zehnter und wies nun einen Rückstand von über drei Minuten auf. Die 11. Etappe sicherte sich Kaden Groves (BikeExchange-Jayco) im Massensprint vor Danny van Poppel (Bora-hansgrohe) und Tim Merlier (Alpecin-Deceuninck). Mit Pavel Sivakov (Ineos Grenadiers) und Simon Yates (BikeExchange-Jayco) konnten zwei Fahrer die in den Top 10 der Gesamtwertung lagen die Etappe aufgrund eines positiven COVID-19 Tests nicht in Angriff nehmen. Tags zuvor musste auch der Etappensieger und zweitplatzierte der Punktewertung Sam Bennett aufgrund eines positiven Tests die Rundfahrt verlassen. Die Bergankunft der 12. Etappe gewann Richard Carapaz, der sich in der Fluchtgruppe gegenüber Wilco Kelderman (Bora-hansgrohe) und Marc Soler durchsetzte. Trotz eines Sturzes hielt sich Remco Evenepoel schadlos und erreichte das Ziel mit seinen ersten Verfolgern Primož Roglič und Enric Mas, sowie mit Juan Ayuso, der mit fast fünf Minuten Rückstand auf dem fünften Gesamtrang lag. Auf der 13. Etappe kam es zu einem Sprint aus dem Hauptfeld. In diesem setzte sich Mads Pedersen, der die Punktewertung anführte, auf der ansteigenden Zielgerade vor Bryan Coquard (Cofidis) und Pascal Ackermann (UAE Team Emirates) durch. Die 14. Etappe endete erneut mit einer Bergankunft auf der 1820 Meter hohen Sierra de la Pandera. Richard Carapaz rettete sich als einziger Fahrer der Ausreißergruppe mit wenigen Sekunden ins Ziel und triumphierte somit bereits zum zweiten Mal innerhalb von drei Tagen. Dahinter folgten Miguel Ángel López (Astana Qazaqstan) und Primož Roglič, die sich rund vier Kilometer vor dem Ziel von dem Gesamtführenden Remco Evenepoel abgesetzt hatten. Der Belgier verlor als achter 48 Sekunden auf seinen ersten Verfolger, behielt jedoch das Rote Trikot mit einem Vorsprung von einer Minute und 49 Sekunden. Auch der Gesamtdritte Enric Mas holte als Etappensechster 20 Sekunden auf Remco Evenepoel auf. Die höchste Bergankunft der 77. Austragung auf der Alto Hoya de La Mora (2512 m) gewann der Niederländer Thymen Arensman (DSM) aus einer Fluchtgruppe. Remco Evenepoel verlor auf der 15. Etappe erneut etwas an Zeit auf seine direkten Verfolger, konnte den Rückstand jedoch geringhalten. Enric Mas attackierte gemeinsam mit Miguel Ángel López rund 10 Kilometer vor dem Ziel und fuhr als Etappenzweiter 36 Sekunden auf den Gesamtführenden heraus. Primož Roglič hingegen griff erst auf dem letzten Kilometer an und überquerte das Ziel als fünfter mit einem Vorsprung von 15 Sekunden vor Remco Evenepoel, der das Ziel als zehnter erreichte. In der Gesamtwertung führt der Belgier nun mit einem Vorsprung von einer Minute und 34 Sekunden auf Primož Roglič, während Enric Mas weitere 27 Sekunden zurückliegt. Der viertplatzierte Juan Ayuso liegt bereits fast fünf Minuten zurück.

### Dritte Woche
Zu Beginn der dritten Woche stand mit der 16. Etappe ein flacher Abschnitt auf dem Programm. Im Finale setzte sich der Gesamtzweite Primož Roglič auf der leicht ansteigenden Straße gemeinsam mit vier Fahrern vom Hauptfeld ab und fuhr einen Vorsprung von acht Sekunden heraus. Auf der Zielgeraden kam der Slowene jedoch zu Sturz, als er Fred Wright touchierte. Der Etappensieg ging im Sprint an Mads Pedersen, der sich vor Pascal Ackermann und Danny Van Poppel (Bora-hansgrohe) durchsetzte. Nach seinem Sturz am Vortag ging Primož Roglič bei der 17. Etappe nicht mehr an den Start. Somit betrug der Vorsprung von Remco Evenepoel auf seinen neuen ersten Verfolger, Enric Mas, nun zwei Minuten und eine Sekunde. Juan Ayuso rückte auf den dritten Gesamtrang vor. Den Etappensieg holte sich Rigoberto Urán (EF Education-EasyPost), der sich auf der kleinen Bergankunft in der Ausreißergruppe durchsetzte. Enric Mas griff auf den letzten Kilometern gleich zweimal an, konnte Remco Evenepoel sowie die anderen Gesamtklassement-Fahrer jedoch nicht distanzieren. Die 18. Etappe endete erneut mit einer Bergankunft. Sowohl eine Reihe von Angriffen von Enric Mas auf dem Schlussanstieg, als auch eine Attacke von João Almeida, der sich 90 Kilometer vor dem Ziel vom Hauptfeld absetzte, konnte Remco Evenepeol nicht in Schwierigkeiten bringen, der sich auf der Alto de Pinoral (1166 m) seinen zweiten Etappensieg sicherte. Zu Beginn der Etappe kam es zu einem Massensturz im Hauptfeld, der die Aufgabe des Führenden in der Bergwertung, Jay Vine, zufolge hatte. Mads Pedersen, der ebenfalls in den Sturz verwickelt war, konnte die Etappe beenden und stand, nachdem er den Zielstrich erreicht hatte, rein rechnerisch als Sieger der Punktewertung fest. Der neue Führende in der Bergwertung war der Olympiasieger Richard Carapaz. Die 19. Etappe endete in einem Sprint aus einem reduzierten Fahrerfeld, in dem sich Mads Pedersen vor Fred Wright und Gianni Vermeersch (Alpecin-Deceuninck) durchsetzte. Auf der 20. Etappe, die zum letzten Mal ins Gebirge führte, verteidigte Remco Evenepoel souverän das Rote Trikot und stand somit vor dem Gesamtsieg der Rundfahrt. Den Etappensieg auf dem Puerto de Navacerrada (1856 m) sicherte sich einmal mehr der Führende in der Bergwertung Richard Carapaz, der seinen dritten Tageserfolg bei der Spanien-Rundfahrt feierte. Die abschließende 21. Etappe endete in einem Sprint auf dem Rundkurs von Madrid, in dem sich der Anfahrer Sebastián Molano (UAE Team Emirates) vor seinem Kapitän Pascal Ackermann und Mads Pedersen durchsetzte. Remco Evenepoel überstand die letzte Etappe ohne große Probleme und feierte so seinen ersten Grand-Tour-Sieg mit einem Vorsprung von zwei Minuten und zwei Sekunden auf Enric Mas. Platz drei ging an den erst 19-jährigen Juan Ayuso, der bei seinem Grand-Tour-Debüt vier Minuten und 57 Sekunden Rückstand aufwies. Sowohl in der Bergwertung als auch in der Punktewertung setzten sich mit Richard Carapaz und Mads Pedersen zwei Fahrer mit großen Abständen durch. Remco Evenepoel holte neben dem Gesamtsieg auch die Nachwuchswertung.

## Reglement
Das Reglement und die Preisgelder der Vuelta a España 2022 waren im Specific Regulations, Awards & Technical-Sports Regulation Handbook festgeschrieben.

### Wertungen
Der Führende der Gesamtwertung trug das Rote Trikot. Die Gesamtwertung ergab sich wie stets bei Etappenrennen aus der Addition der gefahrenen Zeiten. Für die Etappenersten gab es – außer bei Zeitfahretappen – 10, 6 und 4 Sekunden Zeitbonifikation. Weitere Bonussekunden (3, 2 und 1 Sekunde) wurden einmal pro Etappe an einem Zwischensprint oder einer Bergwertung vergeben. Auch hier waren die beiden Zeitfahretappen ausgenommen.
Der Führende in der Punktewertung trug das Grüne Trikot. Die Punktewertung ergab sich aus der Addition der Punkte jeder Etappe und der Zwischensprints. Bei der 77. Austragung wurde die Punktevergabe erneut nach dem Profil der Etappe gestaffelt, so wie es auch die Tour de France und der Giro d’Italia praktizierten. Auf Flachetappen gab es somit mehr Punkte als auf Bergetappen und in den Zeitfahren, sodass die Chancen der Sprinter auf den Sieg in der Punktewertung höher waren.
| Platzierung                            | 1. | 2. | 3. | 4. | 5. | 6. | 7. | 8. | 9. | 10. | 11. | 12. | 13. | 14. | 15. | auf Etappen                        |
| -------------------------------------- | -- | -- | -- | -- | -- | -- | -- | -- | -- | --- | --- | --- | --- | --- | --- | ---------------------------------- |
| Ziel Flachetappen                      | 50 | 30 | 20 | 18 | 16 | 14 | 12 | 10 | 8  | 7   | 6   | 5   | 4   | 3   | 2   | 2, 4, 5, 8, 13, 16                 |
| Ziel Mittelgebirgsetappen              | 30 | 25 | 22 | 19 | 17 | 15 | 13 | 11 | 9  | 7   | 6   | 5   | 4   | 3   | 2   | 6, 10, 11, 12, 19                  |
| Ziel Hochgebirgsetappen und Zeitfahren | 20 | 17 | 15 | 13 | 11 | 10 | 9  | 8  | 7  | 6   | 5   | 4   | 3   | 2   | 1   | 1, 3, 7, 9, 14, 15, 17, 18, 20, 21 |
| Zwischensprints                        | 20 | 17 | 15 | 13 | 10 |    |    |    |    |     |     |     |     |     |     |                                    |

Der Führende in der Bergwertung trug das blau-gepunktete Trikot. Diese Wertung ergab sich aus den Punkten, die für die Fahrer vergeben wurden, die einen klassifizierten Anstieg als Erste überquerten. Im Jahr 2022 stand nur ein Anstieg der höchsten Kategorie (Kategorie Especial) auf dem Programm. Dieser war zugleich mit der „Cima Alberto Fernández“ versehen, sodass es keinen klassischen Anstieg der „Kategorie Especial“ gab. Anders als im Vorjahr, gab es jedoch Bergwertungen der 4. Kategorie.
| Platzierung                                 | 1. | 2. | 3. | 4. | 5. | 6. |
| ------------------------------------------- | -- | -- | -- | -- | -- | -- |
| Kategorie Especial (Cima Alberto Fernández) | 20 | 15 | 10 | 6  | 4  | 2  |
| 1. Kategorie                                | 10 | 6  | 4  | 2  | 1  |    |
| 2. Kategorie                                | 5  | 3  | 1  |    |    |    |
| 3. Kategorie                                | 3  | 2  | 1  |    |    |    |
| 4. Kategorie                                | 2  | 1  |    |    |    |    |

Der Führende in der Nachwuchswertung, die für nach dem 1. Januar 1997 geborene Fahrer vorbehalten war und den Regeln der Gesamtwertung folgte, trug das Weiße Trikot.
Die Mannschaftswertung ergab sich aus der Addition der Zeiten der drei besten Fahrer eines Teams auf jeder Etappe. Die Fahrer des führenden Teams trugen eine rote Rückennummer.
Auf allen Etappen mit Ausnahme der Zeitfahren wurde der kämpferischste Fahrer von den TV-Zusehern ermittelt. Diese können zwischen drei Fahrern wählen, die von einer Jury vorgeschlagen wurden. Sollte es zu einer Stimmengleichheit kommen, oblag die Wahl des kämpferischsten Fahrers dem Renndirektor. Der ausgezeichnete Fahrer wurde nach der Etappe auf dem Siegerpodium geehrt und erhielt eine gelbe Rückennummer, die er auf der folgenden Etappe trug. Am Ende der Rundfahrt kürte die Jury den kämpferischsten Fahrer der Rundfahrt ("Super Combative Rider”).

### Zeitlimit
Die Organisation teilte die 21 Etappen in sechs Gruppen ein: 1 (Etappen ohne Schwierigkeit), 2 (Etappen mit durchschnittlicher Schwierigkeit), 3 (Schwierige Etappen), 4 (Bergetappen), 5 (Schwierige Bergetappen) und 6 (Zeitfahren). Diese unterschieden sich in den Zeitlimits, in den das Ziel erreicht werden muss:
| Gruppe | Etappen          | Zeitlimit (gerechnet auf die Siegerzeit) | Zeitlimit (gerechnet auf die Siegerzeit) | Zeitlimit (gerechnet auf die Siegerzeit) | Zeitlimit (gerechnet auf die Siegerzeit) | Zeitlimit (gerechnet auf die Siegerzeit) | Zeitlimit (gerechnet auf die Siegerzeit) | Zeitlimit (gerechnet auf die Siegerzeit) | Zeitlimit (gerechnet auf die Siegerzeit) | Zeitlimit (gerechnet auf die Siegerzeit) | Zeitlimit (gerechnet auf die Siegerzeit) | Zeitlimit (gerechnet auf die Siegerzeit) |
| ------ | ---------------- | ---------------------------------------- | ---------------------------------------- | ---------------------------------------- | ---------------------------------------- | ---------------------------------------- | ---------------------------------------- | ---------------------------------------- | ---------------------------------------- | ---------------------------------------- | ---------------------------------------- | ---------------------------------------- |
|        |                  | unter 30 km/h                            | 30–32 km/h                               | 32–34 km/h                               | 34–36 km/h                               | 36–38 km/h                               | 38–40 km/h                               | 40–42 km/h                               | 42–44 km/h                               | 44–46 km/h                               | 46–48 km/h                               | über 48 km/h                             |
| 1      | 2, 3, 13, 16, 21 | 7 %                                      | 7 %                                      | 7 %                                      | 8 %                                      | 9 %                                      | 10 %                                     | 11 %                                     | 12 %                                     | 13 %                                     | 14 %                                     | 15 %                                     |
| 2      | 4, 11            | 6 %                                      | 6 %                                      | 6 %                                      | 7 %                                      | 9 %                                      | 11 %                                     | 13 %                                     | 15 %                                     | 17 %                                     | 19 %                                     | 19 %                                     |
| 3      | 5, 7, 17, 19     | 6 %                                      | 6 %                                      | 8 %                                      | 10 %                                     | 12 %                                     | 14 %                                     | 16 %                                     | 18 %                                     | 18 %                                     | 18 %                                     | 18 %                                     |
| 4      | 6, 8, 12, 14     | 6 %                                      | 8 %                                      | 10 %                                     | 12 %                                     | 14 %                                     | 16 %                                     | 18 %                                     | 18 %                                     | 18 %                                     | 18 %                                     | 18 %                                     |
| 5      | 9, 15, 18, 20    | 10 %                                     | 12 %                                     | 14 %                                     | 16 %                                     | 18 %                                     | 20 %                                     | 22 %                                     | 22 %                                     | 22 %                                     | 22 %                                     | 22 %                                     |
| 6      | 1, 10            | 35 %                                     | 35 %                                     | 35 %                                     | 35 %                                     | 35 %                                     | 35 %                                     | 35 %                                     | 35 %                                     | 35 %                                     | 35 %                                     | 35 %                                     |

### Preisgelder
Während der Vuelta a España 2022 wurden insgesamt 1.112.640 € Preisgeld ausgeschüttet.
| Platzierung            | 1.        | 2.       | 3.       | 4.       | 5.       | 6.      | 7.      | 8.      | 9.      | 10.–20. | Führung |
| ---------------------- | --------- | -------- | -------- | -------- | -------- | ------- | ------- | ------- | ------- | ------- | ------- |
| Gesamtwertung          | 150.000 € | 57.985 € | 30.000 € | 15.000 € | 12.500 € | 9.000 € | 9.000 € | 6.000 € | 6.000 € | 3.800 € | 500 €   |
| Punktewertung          | 11.000 €  | 5.000 €  | 2.000 €  | —        | —        | —       | —       | —       | —       | —       | 100 €   |
| Bergwertung            | 13.000 €  | 6.600 €  | 3.500 €  | —        | —        | —       | —       | —       | —       | —       | 100 €   |
| Nachwuchswertung       | 11.000 €  | 5.000 €  | 2.000 €  | —        | —        | —       | —       | —       | —       | —       | 70 €    |
| Mannschaftswertung     | 12.500 €  | 7.500 €  | 5.500 €  | 4.300 €  | 3.200 €  | 2.200 € | 1.100 € | 1.000 € | —       | —       | —       |
| Kämpferischster Fahrer | 3.000 €   | —        | —        | —        | —        | —       | —       | —       | —       | —       | —       |

| Platzierung            | 1.       | 2.      | 3.      | 4.      | 5.      | 6.    | 7.    | 8.    | 9.    | 10.–20. | Anmerkung                        |
| ---------------------- | -------- | ------- | ------- | ------- | ------- | ----- | ----- | ----- | ----- | ------- | -------------------------------- |
| Etappenwertung         | 11.000 € | 5.500 € | 2.700 € | 1.500 € | 1.100 € | 900 € | 900 € | 650 € | 650 € | 360 €   | pro Etappe                       |
| Zwischensprints        | 550 €    | 180 €   | 95 €    |         |         |       |       |       |       |         | 19 Zwischensprints               |
| Cima Alberto Fernández | 1.000 €  | 615 €   |         |         |         |       |       |       |       |         | 1 Wertung (Alto Hoya de la Mora) |
| Bergwertung Kat. 1     | 460 €    | 310 €   |         |         |         |       |       |       |       |         | 14 Wertungen                     |
| Bergwertung Kat. 2     | 230 €    | 155 €   |         |         |         |       |       |       |       |         | 14 Wertungen                     |
| Bergwertung Kat. 3     | 115 €    | 80 €    |         |         |         |       |       |       |       |         | 11 Wertungen                     |
| Bergwertung Kat. 4     | 100 €    | 60 €    |         |         |         |       |       |       |       |         | 2 Wertungen                      |
| Mannschaft             | 400 €    | 200 €   | 100 €   |         |         |       |       |       |       |         | schnellste Mannschaft der Etappe |
| Kämpferischster Fahrer | 200 €    |         |         |         |         |       |       |       |       |         | ausgenommen Zeitfahren           |

## Wertungen im Rennverlauf
| Etappe                         | Etappensieger                  | Gesamtwertung         | Punktewertung       | Bergwertung               | Nachwuchswertung              | Mannschaftswertung       | Kämpferischster Fahrer     |
| ------------------------------ | ------------------------------ | --------------------- | ------------------- | ------------------------- | ----------------------------- | ------------------------ | -------------------------- |
| 1                              | Jumbo-Visma (TJV)              | Robert Gesink (TJV)   | nicht vergeben (1)  | nicht vergeben (2)        | Ethan Hayter (IGD)            | Jumbo-Visma (TJV)        | nicht vergeben             |
| 2                              | Sam Bennett (BOH)              | Mike Teunissen (TJV)  | Sam Bennett (BOH)   | Julius van den Berg (EFE) | Ethan Hayter (IGD)            | Jumbo-Visma (TJV)        | Jetse Bol (BBH)            |
| 3                              | Sam Bennett (BOH)              | Edoardo Affini (TJV)  | Sam Bennett (BOH)   | Julius van den Berg (EFE) | Ethan Hayter (IGD)            | Jumbo-Visma (TJV)        | Pau Miquel (EKP)           |
| 4                              | Primož Roglič (TJV)            | Primož Roglič (TJV)   | Sam Bennett (BOH)   | Joan Bou (EUS)            | Ethan Hayter (IGD)            | Ineos Grenadiers (IGD)   | Alessandro De Marchi (IPT) |
| 5                              | Marc Soler (UAD)               | Rudy Molard (GFC)     | Sam Bennett (BOH)   | Victor Langellotti (BBH)  | Fred Wright (TBV)             | Groupama-FDJ (GFC)       | Marc Soler (UAD)           |
| 6                              | Jay Vine (ADC)                 | Remco Evenepoel (QST) | Sam Bennett (BOH)   | Victor Langellotti (BBH)  | Remco Evenepoel (QST) (3) (4) | UAE Team Emirates (UAD)  | Mark Padun (EFE)           |
| 7                              | Jesús Herrada (COF)            | Remco Evenepoel (QST) | Sam Bennett (BOH)   | Victor Langellotti (BBH)  | Remco Evenepoel (QST) (3) (4) | Bahrain Victorious (TBV) | Jesús Herrada (COF)        |
| 8                              | Jay Vine (ADC)                 | Remco Evenepoel (QST) | Mads Pedersen (TFS) | Jay Vine (ADC)            | Remco Evenepoel (QST) (3) (4) | UAE Team Emirates (UAD)  | Mikel Landa (TBV)          |
| 9                              | Louis Meintjes (IWG)           | Remco Evenepoel (QST) | Mads Pedersen (TFS) | Jay Vine (ADC)            | Remco Evenepoel (QST) (3) (4) | UAE Team Emirates (UAD)  | José Manuel Díaz (BBH)     |
| 10                             | Remco Evenepoel (QST)          | Remco Evenepoel (QST) | Mads Pedersen (TFS) | Jay Vine (ADC)            | Remco Evenepoel (QST) (3) (4) | Ineos Grenadiers (IGD)   | nicht vergeben             |
| 11                             | Kaden Groves (BEX)             | Remco Evenepoel (QST) | Mads Pedersen (TFS) | Jay Vine (ADC)            | Remco Evenepoel (QST) (3) (4) | Ineos Grenadiers (IGD)   | Jetse Bol (BBH)            |
| 12                             | Richard Carapaz (IGD)          | Remco Evenepoel (QST) | Mads Pedersen (TFS) | Jay Vine (ADC)            | Remco Evenepoel (QST) (3) (4) | UAE Team Emirates (UAD)  | Samuele Battistella (AST)  |
| 13                             | Mads Pedersen (TFS)            | Remco Evenepoel (QST) | Mads Pedersen (TFS) | Jay Vine (ADC)            | Remco Evenepoel (QST) (3) (4) | UAE Team Emirates (UAD)  | Joan Bou (EUS)             |
| 14                             | Richard Carapaz (IGD)          | Remco Evenepoel (QST) | Mads Pedersen (TFS) | Jay Vine (ADC)            | Remco Evenepoel (QST) (3) (4) | UAE Team Emirates (UAD)  | Luis León Sánchez (TBV)    |
| 15                             | Thymen Arensman (DSM)          | Remco Evenepoel (QST) | Mads Pedersen (TFS) | Jay Vine (ADC)            | Remco Evenepoel (QST) (3) (4) | UAE Team Emirates (UAD)  | Lawson Craddock (BEX)      |
| 16                             | Mads Pedersen (TFS)            | Remco Evenepoel (QST) | Mads Pedersen (TFS) | Jay Vine (ADC)            | Remco Evenepoel (QST) (3) (4) | UAE Team Emirates (UAD)  | Luis Ángel Maté (EUS)      |
| 17                             | Rigoberto Urán (EFE)           | Remco Evenepoel (QST) | Mads Pedersen (TFS) | Jay Vine (ADC)            | Remco Evenepoel (QST) (3) (4) | UAE Team Emirates (UAD)  | Lawson Craddock (BEX)      |
| 18                             | Remco Evenepoel (QST)          | Remco Evenepoel (QST) | Mads Pedersen (TFS) | Richard Carapaz (IGD)     | Remco Evenepoel (QST) (3) (4) | UAE Team Emirates (UAD)  | Robert Gesink (TJV)        |
| 19                             | Mads Pedersen (TFS)            | Remco Evenepoel (QST) | Mads Pedersen (TFS) | Richard Carapaz (IGD)     | Remco Evenepoel (QST) (3) (4) | UAE Team Emirates (UAD)  | Ander Okamika (BBH)        |
| 20                             | Richard Carapaz (IGD)          | Remco Evenepoel (QST) | Mads Pedersen (TFS) | Richard Carapaz (IGD)     | Remco Evenepoel (QST) (3) (4) | UAE Team Emirates (UAD)  | Alejandro Valverde (MOV)   |
| 21                             | Sebastián Molano (UAD)         | Remco Evenepoel (QST) | Mads Pedersen (TFS) | Richard Carapaz (IGD)     | Remco Evenepoel (QST) (3) (4) | UAE Team Emirates (UAD)  | nicht vergeben             |
| Gesamtsieger der jew. Wertung: | Gesamtsieger der jew. Wertung: | Remco Evenepoel (QST) | Mads Pedersen (TFS) | Richard Carapaz (IGD)     | Remco Evenepoel (QST)         | UAE Team Emirates (UAD)  | Marc Soler (UAD)           |

## Endergebnisse
| \| Gesamtwertung \| Gesamtwertung \| Gesamtwertung \| Gesamtwertung \| Gesamtwertung \| \| Fahrer \| Fahrer \| Land \| Team \| Zeit \| \| ------------- \| ------------------ \| ---------------------- \| ---------------------------------- \| ----------------- \| \| 1. \| Remco Evenepoel \| Belgien \| Quick-Step Alpha Vinyl \| 80 h 26 min 59 s \| \| 2. \| Enric Mas \| Spanien \| Movistar Team \| + 2 min 02 s \| \| 3. \| Juan Ayuso \| Spanien \| UAE Team Emirates \| + 4 min 57 s \| \| 4. \| Miguel Ángel López \| Kolumbien \| Astana Qazaqstan Team \| DSQ \| \| 4. \| João Almeida \| Portugal \| UAE Team Emirates \| + 7 min 24 s \| \| 5. \| Thymen Arensman \| Niederlande \| Team DSM \| + 7 min 45 s \| \| 6. \| Carlos Rodríguez \| Spanien \| Ineos Grenadiers \| + 7 min 57 s \| \| 7. \| Ben O’Connor \| Australien \| AG2R Citroën Team \| + 10 min 30 s \| \| 8. \| Rigoberto Urán \| Kolumbien \| EF Education-EasyPost \| + 11 min 04 s \| \| 9. \| Jai Hindley \| Australien \| Bora-Hansgrohe \| + 12 min 01 s \| \| 10. \| Louis Meintjes \| Südafrika \| Intermarché-Wanty-Gobert Matériaux \| + 15 min 41 s \| \| 11. \| Jan Polanc \| Slowenien \| UAE Team Emirates \| + 21 min 39 s \| \| 12. \| Alejandro Valverde \| Spanien \| Movistar Team \| + 25 min 39 s \| \| 13. \| Richard Carapaz \| Ecuador \| Ineos Grenadiers \| + 29 min 19 s \| \| 14. \| Mikel Landa \| Spanien \| Bahrain Victorious \| + 44 min 13 s \| \| 15. \| Luis León Sánchez \| Spanien \| Bahrain Victorious \| + 45 min 49 s \| \| 16. \| Thibaut Pinot \| Frankreich \| Groupama-FDJ \| + 46 min 20 s \| \| 17. \| Wilco Kelderman \| Niederlande \| Bora-Hansgrohe \| + 48 min 37 s \| \| 18. \| Tao Geoghegan Hart \| Vereinigtes Königreich \| Ineos Grenadiers \| + 49 min 11 s \| \| 19. \| Gino Mäder \| Schweiz \| Bahrain Victorious \| + 52 min 25 s \| \| 20. \| David de la Cruz \| Spanien \| Astana Qazaqstan Team \| + 1 h 00 min 15 s \| |                    |                        |                                    |                   |
| |                    |                        |                                    |                   |
| Quelle: ProCyclingStats |                    |                        |                                    |                   |
| Gesamtwertung |                    |                        |                                    |                   |
| Fahrer | Fahrer             | Land                   | Team                               | Zeit              |
| 1. | Remco Evenepoel    | Belgien                | Quick-Step Alpha Vinyl             | 80 h 26 min 59 s  |
| 2. | Enric Mas          | Spanien                | Movistar Team                      | + 2 min 02 s      |
| 3. | Juan Ayuso         | Spanien                | UAE Team Emirates                  | + 4 min 57 s      |
| 4. | Miguel Ángel López | Kolumbien              | Astana Qazaqstan Team              | DSQ               |
| 4. | João Almeida       | Portugal               | UAE Team Emirates                  | + 7 min 24 s      |
| 5. | Thymen Arensman    | Niederlande            | Team DSM                           | + 7 min 45 s      |
| 6. | Carlos Rodríguez   | Spanien                | Ineos Grenadiers                   | + 7 min 57 s      |
| 7. | Ben O’Connor       | Australien             | AG2R Citroën Team                  | + 10 min 30 s     |
| 8. | Rigoberto Urán     | Kolumbien              | EF Education-EasyPost              | + 11 min 04 s     |
| 9. | Jai Hindley        | Australien             | Bora-Hansgrohe                     | + 12 min 01 s     |
| 10. | Louis Meintjes     | Südafrika              | Intermarché-Wanty-Gobert Matériaux | + 15 min 41 s     |
| 11. | Jan Polanc         | Slowenien              | UAE Team Emirates                  | + 21 min 39 s     |
| 12. | Alejandro Valverde | Spanien                | Movistar Team                      | + 25 min 39 s     |
| 13. | Richard Carapaz    | Ecuador                | Ineos Grenadiers                   | + 29 min 19 s     |
| 14. | Mikel Landa        | Spanien                | Bahrain Victorious                 | + 44 min 13 s     |
| 15. | Luis León Sánchez  | Spanien                | Bahrain Victorious                 | + 45 min 49 s     |
| 16. | Thibaut Pinot      | Frankreich             | Groupama-FDJ                       | + 46 min 20 s     |
| 17. | Wilco Kelderman    | Niederlande            | Bora-Hansgrohe                     | + 48 min 37 s     |
| 18. | Tao Geoghegan Hart | Vereinigtes Königreich | Ineos Grenadiers                   | + 49 min 11 s     |
| 19. | Gino Mäder         | Schweiz                | Bahrain Victorious                 | + 52 min 25 s     |
| 20. | David de la Cruz   | Spanien                | Astana Qazaqstan Team              | + 1 h 00 min 15 s |

| Punktewertung | Punktewertung    | Punktewertung          | Punktewertung           | Punktewertung |
| Fahrer        | Fahrer           | Land                   | Team                    | Punkte        |
| ------------- | ---------------- | ---------------------- | ----------------------- | ------------- |
| 1.            | Mads Pedersen    | Dänemark               | Trek-Segafredo          | 409 P.        |
| 2.            | Fred Wright      | Vereinigtes Königreich | Bahrain Victorious      | 186 P.        |
| 3.            | Enric Mas        | Spanien                | Movistar Team           | 138 P.        |
| 4.            | Remco Evenepoel  | Belgien                | Quick-Step Alpha Vinyl  | 133 P.        |
| 5.            | Marc Soler       | Spanien                | UAE Team Emirates       | 133 P.        |
| 6.            | Danny van Poppel | Niederlande            | Bora-Hansgrohe          | 108 P.        |
| 7.            | Pascal Ackermann | Deutschland            | UAE Team Emirates       | 106 P.        |
| 8.            | Richard Carapaz  | Ecuador                | Ineos Grenadiers        | 105 P.        |
| 9.            | Kaden Groves     | Australien             | Team BikeExchange-Jayco | 74 P.         |
| 10.           | Sebastián Molano | Kolumbien              | UAE Team Emirates       | 69 P.         |

| Bergwertung | Bergwertung        | Bergwertung | Bergwertung            | Bergwertung |
| Fahrer      | Fahrer             | Land        | Team                   | Punkte      |
| ----------- | ------------------ | ----------- | ---------------------- | ----------- |
| 1.          | Richard Carapaz    | Ecuador     | Ineos Grenadiers       | 73 P.       |
| 2.          | Robert Stannard    | Australien  | Alpecin-Deceuninck     | 36 P.       |
| 3.          | Enric Mas          | Spanien     | Movistar Team          | 28 P.       |
| 4.          | Thymen Arensman    | Niederlande | Team DSM               | 23 P.       |
| 5.          | Remco Evenepoel    | Belgien     | Quick-Step Alpha Vinyl | 23 P.       |
| 6.          | Marc Soler         | Spanien     | UAE Team Emirates      | 23 P.       |
| 7.          | Sergio Higuita     | Kolumbien   | Bora-Hansgrohe         | 18 P.       |
| 8.          | Miguel Ángel López | Kolumbien   | Astana Qazaqstan Team  | DSQ         |
| 8.          | Jimmy Janssens     | Belgien     | Alpecin-Deceuninck     | 17 P.       |
| 9.          | Rubén Fernández    | Spanien     | Cofidis                | 15 P.       |

| Nachwuchswertung | Nachwuchswertung    | Nachwuchswertung | Nachwuchswertung       | Nachwuchswertung  |
| Fahrer           | Fahrer              | Land             | Team                   | Zeit              |
| ---------------- | ------------------- | ---------------- | ---------------------- | ----------------- |
| 1.               | Remco Evenepoel     | Belgien          | Quick-Step Alpha Vinyl | 80 h 26 min 59 s  |
| 2.               | Juan Ayuso          | Spanien          | UAE Team Emirates      | + 4 min 57 s      |
| 3.               | João Almeida        | Portugal         | UAE Team Emirates      | + 7 min 24 s      |
| 4.               | Thymen Arensman     | Niederlande      | Team DSM               | + 7 min 45 s      |
| 5.               | Carlos Rodríguez    | Spanien          | Ineos Grenadiers       | + 7 min 57 s      |
| 6.               | Gino Mäder          | Schweiz          | Bahrain Victorious     | + 52 min 25 s     |
| 7.               | Sergio Higuita      | Kolumbien        | Bora-Hansgrohe         | + 1 h 01 min 23 s |
| 8.               | José Félix Parra    | Spanien          | Equipo Kern Pharma     | + 1 h 05 min 02 s |
| 9.               | Clément Champoussin | Frankreich       | AG2R Citroën Team      | + 1 h 24 min 39 s |
| 10.              | Edoardo Zambanini   | Italien          | Bahrain Victorious     | + 1 h 31 min 40 s |

| Mannschaftswertung | Mannschaftswertung     | Mannschaftswertung           | Mannschaftswertung |
| Team               | Team                   | Land                         | Zeit               |
| ------------------ | ---------------------- | ---------------------------- | ------------------ |
| 1.                 | UAE Team Emirates      | Vereinigte Arabische Emirate | 240 h 36 min 32 s  |
| 2.                 | Ineos Grenadiers       | Vereinigtes Königreich       | + 55 min 35 s      |
| 3.                 | Movistar Team          | Spanien                      | + 1 h 16 min 52 s  |
| 4.                 | Bahrain Victorious     | Bahrain                      | + 1 h 17 min 36 s  |
| 5.                 | Astana Qazaqstan Team  | Kasachstan                   | + 1 h 34 min 18 s  |
| 6.                 | Bora-Hansgrohe         | Deutschland                  | + 1 h 38 min 20 s  |
| 7.                 | Jumbo-Visma            | Niederlande                  | + 2 h 12 min 14 s  |
| 8.                 | EF Education-EasyPost  | Vereinigte Staaten           | + 2 h 25 min 47 s  |
| 9.                 | Groupama-FDJ           | Frankreich                   | + 2 h 33 min 37 s  |
| 10.                | Quick-Step Alpha Vinyl | Belgien                      | + 2 h 47 min 09 s  |